# روی کلارک
روی کلارک (انگلیسی: Roy Clark؛ زادهٔ ۱۵ آوریل ۱۹۳۳- ۱۵ نوامبر ۲۰۱۸) موسیقی‌دان اهل ایالات متحده آمریکا بود. وی از سال ۱۹۴۷ تا ۲۰۱۸ میلادی مشغول فعالیت بود. از فیلم‌هایی که وی در آن‌ها نقش داشته‌است، می‌توان به متیلدا اشاره نمود.